# Plataforma per la Llengua
Het Plataforma per la Llengua  of Platform voor de taal is een internationale pluralistische vereniging die ernaar streeft de Catalaanse of Valenciaanse taal te beschermen en te bevorderen. Het werd in 1993 opgericht door een groep schrijvers en intellectuelen, onder aanvoering van Martí Gasull i Roig.
De vereniging is actief in het bedrijfsleven, in de audiovisuele media, in de openbare dienst en bij de opvang van anderstalige nieuwkomers. Enerzijds doet ze aan voorlichting en anderzijds ontwikkelt ze hulpmiddelen om het gebruik van het Catalaans te vergemakkelijken. In 2008 kreeg het Platform de cultuurprijs Premi Nacional a la Projecció Social de la Llengua Catalana van de Catalaanse regering. Het laten erkennen van het Catalaans als ambtstaal binnen de Europese Unie is een ander belangrijk actiepunt. Samen met verwante organisaties heeft het Platform al in 1993 ongeveer 500.00 handtekeningen verzameld en bij het Europees Parlement in Straatsburg en Brussel neergelegd, met een zeker resultaat: zowel met de Europese Ministerraad als met de Europese Commissie mag in het Catalaans correspondentie gevoerd worden. Anderzijds is het Platform politiek, maar niet partijpolitiek actief en ondersteunt het de catalanistische onafhankelijkheidsbeweging tijdens acties zoals de Catalaanse Weg of het referendum van november 2014. In 2004 was het Platform een van de zestien stichtende leden van de koepelorganisatie Observatori de la Llengua Catalana, een think tank en lobbygroep voor de bevordering van de Catalaanse taal en cultuur.
De adviesraad bestaat uit Salvador Cardús, Jordi Font, Patrícia Gabancho, Josep Maria López Llaví, Albert Manent, Isidor Marí, Fèlix Martí, Jordi Porta, Jordi Sánchez, Abelard Saragossà, Josep Maria Terricabras, Miquel Sellarès, Vicenç Villatoro, Carme Forcadell, Isabel-Clara Simó en Miquel Strubell, en ook, tot hun overlijden, de politicus Francesc Ferrer i Gironès (1925-2006) en de schrijver Joan Triadú (1921-2010).
Op 23 september 2012 is Martí Gasull i Roig, stichtend lid en bezieler van de organisatie, tijdens het bergbeklimmen in Nepal verongelukt. Te zijner ere werd in het Teatre Nacional in Barcelona op 15 januari 2013 een grote herdenkingsplechtigheid georganiseerd. Postuum kreeg hij de Gouden Medaille voor Culturele Verdienste van de stad Barcelona en het Creu de Sant Jordi van de Catalaanse regering.

## Enkele activiteiten

### Opvang en integratie
De opvang en integratie van nieuwkomers van alle leeftijden is een belangrijke doelstelling van de organisatie. Dit gebeurt door concrete actie, aangepast aan elke doelgroep. Samen met prominente spelers van FC Barcelona is bijvoorbeeld een project opgezet om kinderen in scholen met veel migranten door sport en taal in de gemeenschap te integreren.

### Festival van Catalaanse speelgoed en spel

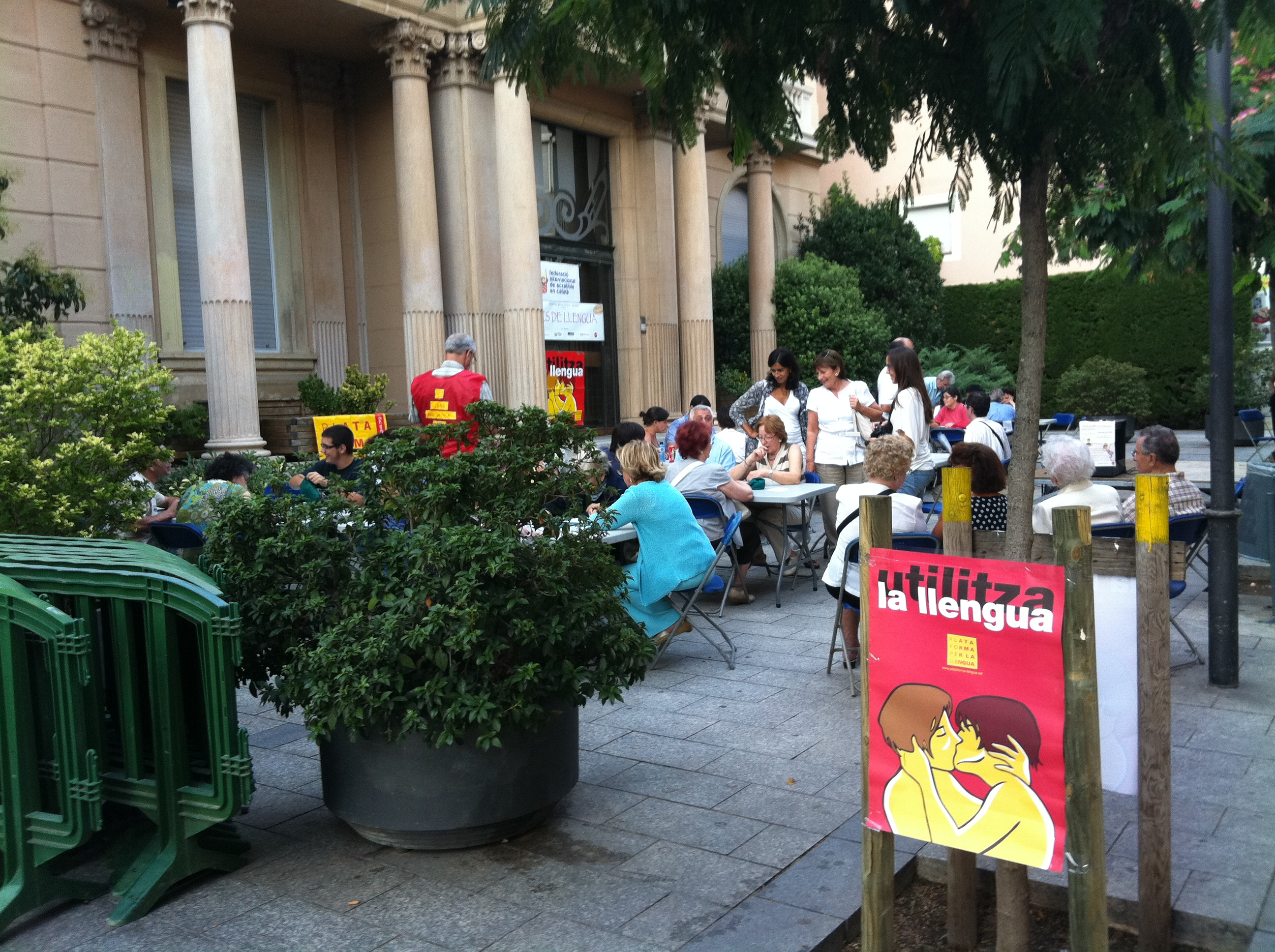
Sensibiliseringsactie in de straten van Sabadell

Het platform stimuleert bedrijven om Catalaans te gebruiken in gebruiksaanwijzingen en op verpakkingen van speelgoed. Bij overheden wordt gelobbyd voor een betere taalwetgeving, bij kleinhandelaars wordt erop aangedrongen om hun assortiment met Catalaanse producten uit te breiden. Ter gelegenheid van de eindejaarsfeesten en Driekoningen, het Catalaanse equivalent van Sinterklaas, wordt er elk jaar in samenwerking met de Catalaanse regering een festival van het speelgoed en het spel ingericht. Bij de tiende editie in 2013 waren er een goede achtduizend deelnemers. Ondanks een zekere vooruitgang blijft er volgens het platform nog veel werk: in 2013 was slechts 7 à 8% van het aanbod correct vertaald.

### Beschermen van de toponymie

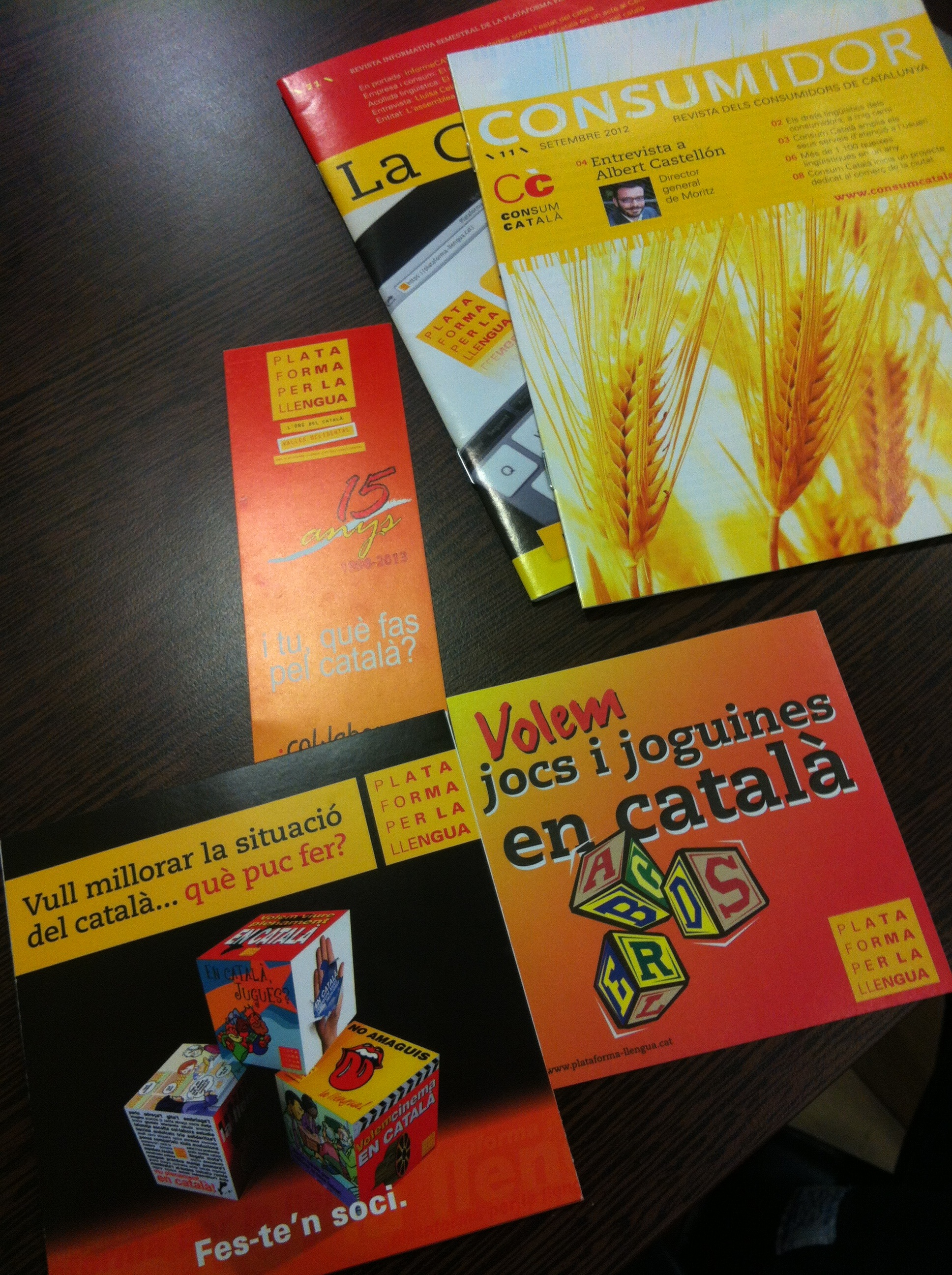
Publicaties en reclamebrochures

Zowel in Frankrijk na de annexatie van het Graafschap Roussillon als in Spanje onder de dictatuur van Primo de Rivera en Francisco Franco werden de oorspronkelijke plaats- en straatnamen verboden en verfranst respectievelijk verspaanst. Ondanks een wettelijke normalisatie na de Spaanse democratische overgang en een voorzichtige opening in Frankrijk is de toestand volgens het platform nog verre van ideaal. Zo werd er bijvoorbeeld in 2012 in samenwerking met de Academie voor de Valenciaanse Taal een actie gevoerd tegen Google, die de officiële Valenciaanse toponiemen, in die delen van het Land van Valencia waar het de officiële taal is, vervangen had door de Spaanse. Google sprak van een jammerlijke vergissing en heeft de situatie aangepast.
Het platform voert actie voor onder meer correcte wegwijzers en straatnaamborden, correcte plaatsnamen op uurroosters van het openbaar vervoer, op officiële websites of websites van grote ondernemingen. Het houdt toezicht op de toepassing van de wet op het taalgebruik.

### Dienstverlening
Het platform biedt alle gebruikers hulp bij de vertaling van het Castiliaans naar het Catalaans en bij de correctie van teksten over alle mogelijke thema's: zowel op het vlak van de spelling, de syntaxis, de spraakkunst als bij de stijl en de keuze van het aangepaste taalregister. De studiedienst realiseert studies in opdracht van derden en ontwikkelt hulpmiddelen en pedagogisch materiaal voor bijzondere doelgroepen. Ten slotte worden ook opleidingen en thematische tentoonstellingen opgezet in samenwerking met verenigingen, scholen, bedrijven en overheidsdiensten.

### Publicaties
- La Corbella: een halfjaarlijks sociaal-cultureel tijdschrift

Daarnaast publiceert het Platform met grote regelmaat studies over de situatie van het Catalaans, over methoden om de taalkennis bij immigranten te verbeteren, over de wettelijke status van minderheidstalen in Europa en veel andere taalgebieden thema's. Een belangrijk onderzoeksthema is meertaligheid in opvoeding en onderwijs.